# Шевляков, Евгений Георгиевич
Евгений Георгиевич Шевляков (род. 19 октября 1947 год, Ростов-на-Дону)  — лектор, педагог, профессор Ростовской консерватории, доктор искусствоведения, член Союза композиторов России и Союза музыкальных деятелей России. Академик Российской академии гуманитарных наук. Член Российского философского общества.

## Биография
Евгений Шевляков родился 19 октября 1947 года в Ростове-на-Дону. Учился в Ростовском училище искусств по классу виолончели. Его преподавателем был Борис Николаевич Луковников. В теоретическом отделении преподавали Анна Антоновна Соколова и Георгий Михайлович Барсегян. Стал выпускником Ростовского училища искусств в 1966 году.
Затем поступил в Ростовский государственный музыкально-педагогический институт, на специальность музыковедение. Занимался в классе профессора Лии Яковлевны Хинчин. Стал выпускником Ростовского государственно-педагогического института в 1971 году. Получил диплом с отличием.
О своем педагоге вспоминает с благодарностью. Дипломную работу защитил под ее руководством.
В 1971 году начал работать на кафедре истории музыки РГМПИ. Вел авторские учебные курсы. Преподавал на философском факультете РГУ, занимал должность профессора кафедры философии и культурологии ИППК. Работал профессором и членом Учебного совета Ростовского филиала Санкт-Петербургского государственного института культуры.
Был аспирантом доктора искусствоведения, профессора Арнольда Наумовича Сохора в Ленинградском государственном институте театра, музыки и кинематографии им. Н. Черкасова. В 1978 году защитил кандидатскую диссертацию. К этому времени Арнальда Наумовича Сохоро уже не было в живых. Евгений Шевляков подчеркивал, что защита его кандидатской диссертации - это их общее достижение.
В 1984 году получил звание «Лучшего лектора Дона».
В 1993 году защитил докторскую диссертацию в Московской государственной консерватории им. П. И. Чайковского. Консультантом был доктор искусствоведения, профессор Михаил Евгеньевич Тараканов.
В 1998 году про него написали в справочнике «Культура Дона в лицах» и «Международном справочнике ведущих руководителей мира».
В 1999 году был отмечен Американским биографическим институтом.
В 1999 году принимал участие в съезде ученых-кавказоведов, который проходил в Северо-Кавказской академии государственной службы при Президенте РФ в Ростове-на-Дону. В том же году участвовал в научно-практической конференции «Северо-Кавказский регион: проблемы взаимодействия и развития». В 2000 году принял участие в международной научной конференции «Пространство художественной культуры» в рамках II Международного конгресса «Наука, искусство, образование на пороге III тысячелетия» в Волгограде. Стал участником III Всероссийской научно-практической конференции «Проблемы совершенствования повышения квалификации и профессиональной переподготовки специалистов».
В 2002 году принял участие в международной межвузовской научно-практической конференции «Образование и наука — основной ресурс социально-экономического развития в третьем тысячелетии», а также в III Всероссийском философском конгрессе «Рационализм и культура на пороге третьего тысячелетия».
В 2004 году Евгений Шевляков отмечен благодарственным письмом и премией Главы Администрации Ростовской области. В 2012 году получил почетную грамоту МК РФ.
Руководил подготовкой дипломных проектов Ольги Ростиславовны Астаховой, Заремы Асхотовны Басиевой, Ирины Анатольевны Юрченко, Марины Марковны Тохателовой. Среди его диссертантов — кандидат искусствоведения Елена Владимировна Показанник, Светлана Валерьевна Крузе, Елена Владимировна Смагина, Марина Игоревна Сараева, Елена Михайловна Фандеева, Марина Александровна Сычева.